# John Mulaney
John Edmund Mulaney (sinh ngày 26 tháng 8 năm 1982)  là một diễn viên hài, diễn viên, nhà văn và nhà sản xuất nổi tiếng người Mỹ. Anh được biết đến với vai trò là người viết kịch bản trên Saturday Night Live và là một diễn viên hài nổi tiếng với các vở kịch đặc biệt The Top Part, New in Town, The Comeback Kid và Kid Gorgeous, nhờ đó anh đã giành được giải Primetime Emmy cho Tác phẩm xuất sắc cho nhiều tạp chí đặc biệt năm 2018. Anh là người sáng tạo và là ngôi sao của bộ phim sitcom ngắn Mulaney của Fox, một series bán tự truyện về cuộc đời anh. Mulaney cũng đã thể hiện một nhân vật có tên là George St. Geegland trong một bộ đôi hài hước với Nick Kroll, gần đây nhất là trong Oh, Hello: the P'dcast được phát hành từ ngày 4 tháng 4 đến ngày 24 tháng 5 năm 2020. Anh cũng được biết đến với công việc lồng tiếng cho Andrew Glouberman trong chương trình hoạt hình gốc Big Mouth của Netflix. Mulaney ra mắt bộ phim vào năm 2018, lồng tiếng cho Peter Porker / Spider-Ham trong bộ phim hoạt hình đoạt giải Oscar - Người Nhện: Vũ trụ mới.